# Netzblättrige Berberitze
Die Netzblättrige Berberitze (Berberis dictyophylla) ist eine Pflanzenart aus der Gattung der Berberitzen (Berberis) innerhalb der Familie der Berberitzengewächse (Berberidaceae). Sie kommt in Tibet und im westlichen China vor.

## Beschreibung

### Vegetative Merkmale
Die Netzblättrige Berberitze ist ein dichtwüchsiger, sommergrüner (laubabwerfender) Strauch, der Wuchshöhen von bis zu 2 Metern erreicht. Die Rinde der jungen Zweige ist blauweiß bereift, später rotbraun.
Die kleinen, stachelspitzigen und abgerundeten, fast sitzenden Laubblätter sind verkehrt-eiförmig, ganzrandig oder stachelzähnig, oberseits glänzend grün, unterseits mehr oder weniger weiß „bereift“. Die Blattdornen sind ein- bis dreiteilig und bis 1,5 Zentimeter lang.

### Generative Merkmale
Die hellgelben und gestielten Blüten stehen einzeln und erscheinen im Spätfrühling.
Die großen roten, eiförmigen bis rundlichen, mehrsamigen, bis 1,4 Zentimeter langen Beeren sind weiß „bereift“.

## Verwendung
Wie viele andere Berberitzen-Arten findet diese Art als Zierstrauch Verwendung. Sie wurde 1916 nach Europa eingeführt.

## Systematik und Vorkommen
Die Erstbeschreibung von Berberis dictyophylla erfolgte 1889 durch Adrien René Franchet in Plantae Delavayanae 1, S. 39, Tafel 11.
Die Varietäten von Berberis dictyophylla gedeihen in Höhenlagen von 2500 bis 4800 Metern in Tibet und in den westlichen chinesischen Provinzen Qinghai, Sichuan sowie Yunnan.
Je nach Autor gibt es etwa drei Varietäten:
- Berberis dictyophylla Franch. var. dictyophylla: Sie gedeiht in Höhenlagen von 2500 bis 4000 Metern in Tibet und in den chinesischen Provinzen Sichuan sowie Yunnan.[2]
- Berberis dictyophylla var. epruinosa C.K.Schneid.: Auch in der Jugend hat sie eine rotbraune Rinde und grüne Blattunterseiten. Sie gedeiht im ganzen Verbreitungsgebiet der Art vor in Höhenlagen von 2500 bis 4800 Metern.[2]
- Berberis dictyophylla var. approximata (Sprague) Rehder wird manchmal auch als Berberis approximata Sprague bezeichnet.[2] Sie gedeiht in Höhenlagen von 2900 bis 4300 Metern in Tibet und  in den chinesischen Provinzen Qinghai, Sichuan sowie Yunnan. In der Xiangcheng-Region von Sichuan ist sie eine dominante Art der Gebüsche.[2]